# Olympische Geschichte der Republik China
| Gelbes Symbol für Goldmedaillen mit stilisierten Olympischen Ringen | Graues Symbol für Silbermedaillen mit stilisierten Olympischen Ringen | Braundes Symbol für Bronzemedaillen mit stilisierten Olympischen Ringen |
| ------------------------------------------------------------------- | --------------------------------------------------------------------- | ----------------------------------------------------------------------- |
| —                                                                   | —                                                                     | —                                                                       |

Die Republik China, die von 1912 bis 1949 bestand, nahm an drei Olympischen Sommerspielen teil. Das Nationale Chinesische Olympische Komitee, 1922 als NOK anerkannt (nach anderer Quelle erst 1931), hatte sich im Jahr 1921 als Nationale Amateur-Athletik-Föderation gegründet und wurde zur Teilnahme an den Welt-Wettkämpfen 1932 eingeladen.
Die Mannschaften bestanden aus chinesischen Athleten aus Taiwan und vom chinesischen Festland. Zwischen 1912 und 1928 konnten Athleten von der Insel Taiwan für Japan starten, da Japan die Insel nach dem japanisch-chinesischen Krieg von 1894/95 besetzt hatte. Nach dem Rückzug der Kuomintang auf die Insel Taiwan zum Ende des chinesischen Bürgerkriegs wurde China bei Olympischen Spielen von Taiwan repräsentiert. Auf Grund dessen nahm die 1949 gegründete Volksrepublik China nicht teil. Nach dem Boykott der Spiele von 1976 und 1980 wurde eine Übereinkunft getroffen, womit beide chinesische Mannschaften an Olympischen Spielen teilnehmen konnten. Die Volksrepublik China nahm als China teil. Taiwan nahm die Bezeichnung Chinesisch Taipeh an.

## Übersicht
Bei der ersten Teilnahme in Los Angeles 1932 nahm die Republik China mit einem Sportler teil. Er startete in zwei Laufdisziplinen. Der Vorsitzende des Chinesischen NOK, C. Wang (auch Wang Zhenting), nach dem Japaner Kanō Jigorō als zweites asiatisches Mitglied in das IOC berufen, war in Los Angeles persönlich anwesend. Insgesamt konnten die Zuschauer sechs Personen beim Einmarsch der Nationen zur Eröffnungsfeier sehen, einschließlich des Fahnenträgers.
Die größte Delegation in der Geschichte des Landes stellte die Republik China bei den Olympischen Sommerspielen 1936 in Berlin mit 54 Athleten. Unter ihnen waren mit Yeung Sauking und Li Sen auch zwei Frauen. Jedoch konnte kein chinesischer Sportler eine Medaille gewinnen.
Bei der dritten und letzten Teilnahme des Landes bei den Olympischen Sommerspielen 1948 in London bestand die Delegation aus 26 Athleten. Zudem traten fünf Künstler (vier Männer und eine Frau) bei den Kunstwettbewerben an.

## Übersicht der Teilnehmer
| Jahr      | Athleten           | Athleten           | Athleten           | Flaggenträger      | Sportarten         | Sportarten         | Sportarten         | Sportarten         | Sportarten         | Sportarten         | Sportarten         | Medaillen          | Medaillen          | Medaillen          | Medaillen          | Medaillen          |
| Jahr      | Gesamt             |                    |                    | Flaggenträger      | Leichtathletik     |                    |                    | Schwimmen          | Radsport           | Boxen              | Gewichtheben       |                    |                    |                    | Gesamt             | Rang               |
| --------- | ------------------ | ------------------ | ------------------ | ------------------ | ------------------ | ------------------ | ------------------ | ------------------ | ------------------ | ------------------ | ------------------ | ------------------ | ------------------ | ------------------ | ------------------ | ------------------ |
| 1896–1928 | nicht teilgenommen | nicht teilgenommen | nicht teilgenommen | nicht teilgenommen | nicht teilgenommen | nicht teilgenommen | nicht teilgenommen | nicht teilgenommen | nicht teilgenommen | nicht teilgenommen | nicht teilgenommen | nicht teilgenommen | nicht teilgenommen | nicht teilgenommen | nicht teilgenommen | nicht teilgenommen |
| 1932      | 1                  | 1                  | 0                  | Liu Changchun      | 1                  |                    |                    |                    |                    |                    |                    |                    |                    |                    |                    |                    |
| 1936      | 56                 | 54                 | 2                  | Lee Wai Tong       | 22                 | 13                 | 11                 | 2                  | 1                  | 2                  | 3                  |                    |                    |                    |                    |                    |
| 1948      | 26                 | 26                 | 0                  | Wee Tian Siak      | 3                  | 10                 | 11                 | 1                  | 1                  |                    |                    |                    |                    |                    |                    |                    |
| Gesamt    | Gesamt             | Gesamt             | Gesamt             | Gesamt             | Gesamt             | Gesamt             | Gesamt             | Gesamt             | Gesamt             | Gesamt             | Gesamt             | 0                  | 0                  | 0                  | 0                  | -                  |